# Cochranella balionota
A Cochranella balionota a kétéltűek (Amphibia) osztályába, a békák (Anura) rendjébe, ezen belül az üvegbékafélék (Centrolenidae) családjának Cochranella nemébe tartozó faj.

## Előfordulása
Kolumbiában és Ecuadorban él. Természetes élőhelye a szubtrópusi és trópusi nedves síkvidéki és hegyi erdők valamint folyóvizek.